# Eomyiidae
Eomyiidae zijn een uitgestorven familie uit de orde van de tweevleugeligen (Diptera), onderorde vliegen (Brachycera). Wereldwijd omvat deze familie één geslacht en één soort.

## Taxonomie
- Geslacht Eomyia  † Rohdendorf, 1962
  - Eomyia veterrima  † Rohdendorf, 1962